# Camponotus callmorphus
Camponotus callmorphus é uma espécie de inseto do gênero Camponotus, pertencente à família Formicidae.